# Šarišské Michaľany
Šarišské Michaľany (bis 1960 slowakisch „Michaľany nad Torysou“; ungarisch Szentmihályfalva – bis 1902 Szentmihály) ist eine Gemeinde im Okres Sabinov im Nordosten der Slowakei. Die Gemeinde liegt 313 m über dem Meeresspiegel und ist 9,333 km² groß. Zuletzt waren 2788 gemeldete Einwohner registriert.

## Geschichte
Die erste urkundliche Erwähnung erfolgte im Jahre 1248 als Szent Mihaly.

## Bevölkerung
| Jahr                | 1994 | 2004    | 2014    | 2024    |
| ------------------- | ---- | ------- | ------- | ------- |
| Anzahl der Personen | 2621 | 2698    | 2855    | 2695    |
| Unterschied         |      | +2,93 % | +5,81 % | −5,60 % |

| Jahr                | 2023 | 2024    |
| ------------------- | ---- | ------- |
| Anzahl der Personen | 2700 | 2695    |
| Unterschied         |      | −0,18 % |

## Söhne und Töchter der Gemeinde
- Nacktmodell Kyla Cole (* 1978), im Nachbarort Ostrovany geboren, nutzt ihre Popularität um im Ort ein Waisenhaus zu unterhalten.